# Средоземно море
Средоземно или Медитеранско море, је море које се налази између Европе на северу, Азије на истоку и Африке на југу, а повезано је са Атлантским океаном кроз Гибралтарски мореуз на западу, са Индијским океаном на југоистоку преко Суецког канала и Црвеног мора, а са Црним морем преко Босфора. Земље које окружују Средоземно море називају се земљама Средоземља, а цело подручје мора и обалних земаља Средоземље. Једно је од већих мора у Европи.
Површина овог мора износи 2,509 милиона km², салинитет му је 38 промила, највећа дубина 5.121 m (недалеко од Пелопонеза), а укупна запремина (отприлике) 3,7 милиона кубних километара. Средоземно море има негативни биланс дотока воде: лети испари 4.690 km³, а са падавинама и речним притокама добије свега 1.830 km³ воде. Процена је да би без сталног дотока воде из Атлантског океана кроз Гибралтарски мореуз, ово море потпуно пресушило за приближно 1500 година.
Поморски праг између Сицилије и туниске обале дели Средоземље на источни и западни део. Други подводни праг лежи између шпанске и мароканске обале.
Средоземно море је заједно са Индијским океаном део прамора Тетис, које је нестало пре тридесетак милиона година због померања афричке и евроазијске континенталне плоче. Тектонска активност на Средоземљу је иначе веома изражена: у Италији су активни вулкани Етна и Везув.

## Име
Термин Медитеран изведен је из латинске речи mediterraneus, са значењем „усред земље (напомена: земља у смислу копна, а не планете земље)” или „између копна” (medi-; придев medius, -um -a „средина, између” + terra f., „копно, земља”): пошто је оно између континената Африке, Азије и Европе. Древно грчко име Mesogeios (Μεσόγειος), је слично томе изведено из μέσο, „између” + γη, „копно, земља”). То се може упоредити са древним грчким именом Месопотамија (Μεσοποταμία), са значењем „између река”.
Медитеранско море је историјски имало неколико имена. На пример, Картагињани су га звали „Сиријским море” и касније Римљани су га обично називали Mare Nostrum („Наше море”), и повремено Mare Internum и Грци као Mare Magnum, с значењем „Велико море”.
У античким сиријским текстовима, феничанским еповима и хебрејској библији, оно је превасходно познато као „Велико море” (הַיָּם הַגָּדוֹל, HaYam HaGadol, Бројеви 34:6,7; Јошуа 1:4, 9:1, 15:47; Језекиљ 47:10,15,20), или једноставно „Море” (1 Краљеви 5:9; 1 Мак. 14:34, 15:11); међутим, оно се исто тако звало „Залеђинско море” (הַיָּם הָאַחֲרוֹן), због његове локације на западној обали Велике Сирије или Свете земље, стога у залеђини особе која гледа на исток, што се понекад преводи као „Западно море”, (Деут. 11:24; Јоил 2:20). Још једно име је било „Море Филистејаца” (יָם פְּלִשְׁתִּים, Егзод. 23:31), по људима који су настањивали велику порцију његових обала у близини Израелита.
У модерном Хебрејском, он се назива HaYam HaTikhon (הַיָּם הַתִּיכוֹן), „Средње море”, што одражава име мора у античком грчком (Mesogeios), латинском Mare internum (Унутрашње море) или Mare Nostrum (Наше море), и модерним језицима Европе и Средњег истока (Медитеран, etc.).
Слично томе, у модерном арапском, оно је познато као арап. , „[бело] Средње море”, док у исламској и другој арапској литератури, оно се назива као арап. Baḥr al-Rūm (арап. بحر الروم), или „Римско/Византијско море.”
У отоманском турском језику, оно се звало Bahr-i Sefid, са значењем „Чисто бело море”.
У турском, оно је познато као Akdeniz, са значењем „Бело море”, да би се разликовало од Црног мора.

## Географија

### Већа острва
- Корзика,
- Сардинија,
- Сицилија,
- Балеарска острва,
- Малта
- Крит,
- Родос и
- Кипар.

### Мора
Мора у оквиру Средоземног мора:
- Балеарско море или Иберијско море код Балеарских острва,
- Лигурско море, северно од Корзике,
- Тиренско море, између Италије, Сардиније и Сицилије,
- Јадранско море,
- Јонско море,
- Егејско море, са својим деловима:
  - Миртојско море, део Егејског мора, између острвске групе Киклади и полуострва Пелопонез,
  - Трачко море, део Егејског мора, на улазу у Дарданеле,
  - Икаријско море, део Егејског мора, између острвске групе Киклади и Мале Азије (Анадолије,
  - Критско море, део Егејског мора,
- Мраморно море, између Босфора и Дарданела,
- Киликијско море, између Кипра и Турске,
- Левантско море, граничи се са Турском на северу, Сиријом, Либаном, Израелом и појасом Газе на истоку, Египтом и Либијом на југу и Егејским морем на северозападу,
- Либијско море,
- Алборанско море, на улазу у Гибралтарски мореуз

### Земље
Земље које имају излаз на Средоземно море су:
- Шпанија
- Француска
- Монако
- Италија
- Малта
- Словенија
- Хрватска
- Босна и Херцеговина
- Црна Гора
- Албанија
- Грчка
- Турска
- Бугарска
- Румунија
- Украјина
- Русија
- Грузија
- Кипар
- Сирија
- Либан
- Израел
- Египат
- Либија
- Тунис
- Алжир
- Мароко

Земље које немају излаз на Средоземно море, али се сматрају средоземним су:
- Србија
- Португалија
- С. Македонија
- Јордан

Осим што су делимично под утицајем медитеранске климе, УНЕСКО их помиње као земље Средоземља на основу следећих критеријума:
- налазе се у регији Средоземља,
- гравитирају том подручју
- културом, традицијом и историјом су везане за то подручје.

### Клима

#### Температура мора
|              | Јан | Феб | Мар | Апр | Мај | Јун | Јул | Авг | Сеп | Окт | Нов | Дец | Година |
| ------------ | --- | --- | --- | --- | --- | --- | --- | --- | --- | --- | --- | --- | ------ |
| Марсељ       | 13  | 13  | 13  | 14  | 16  | 18  | 21  | 22  | 21  | 18  | 16  | 14  | 16.6   |
| Гибралтар    | 16  | 15  | 16  | 16  | 17  | 20  | 22  | 22  | 22  | 20  | 18  | 17  | 18.4   |
| Малага       | 16  | 15  | 15  | 16  | 17  | 20  | 22  | 23  | 22  | 20  | 18  | 16  | 18.3   |
| Атина        | 16  | 15  | 15  | 16  | 18  | 21  | 24  | 24  | 24  | 21  | 19  | 18  | 19.3   |
| Барцелона    | 13  | 13  | 13  | 14  | 17  | 20  | 23  | 25  | 23  | 20  | 17  | 15  | 17.8   |
| Ираклион     | 16  | 15  | 15  | 16  | 19  | 22  | 24  | 25  | 24  | 22  | 20  | 18  | 19.7   |
| Венеција     | 11  | 10  | 11  | 13  | 18  | 22  | 25  | 26  | 23  | 20  | 16  | 14  | 17.4   |
| Валенција    | 14  | 13  | 14  | 15  | 17  | 21  | 24  | 26  | 24  | 21  | 18  | 15  | 18.5   |
| Малта        | 16  | 16  | 15  | 16  | 18  | 21  | 24  | 26  | 25  | 23  | 21  | 18  | 19.9   |
| Александрија | 18  | 17  | 17  | 18  | 20  | 23  | 25  | 26  | 26  | 25  | 22  | 20  | 21.4   |
| Напуљ        | 15  | 14  | 14  | 15  | 18  | 22  | 25  | 27  | 25  | 22  | 19  | 16  | 19.3   |
| Ларнака      | 18  | 17  | 17  | 18  | 20  | 24  | 26  | 27  | 27  | 25  | 22  | 19  | 21.7   |
| Лимасол      | 18  | 17  | 17  | 18  | 20  | 24  | 26  | 27  | 27  | 25  | 22  | 19  | 21.7   |
| Анталија     | 17  | 17  | 17  | 18  | 21  | 24  | 27  | 28  | 27  | 25  | 22  | 19  | 21.8   |
| Тел Авив     | 18  | 17  | 17  | 18  | 21  | 24  | 26  | 28  | 27  | 26  | 23  | 20  | 22.1   |

## Геологија
Геолошка историја Средоземног мора је комплексна. Његово дно је сачињено од океанске коре, те се некад мислило да је базен мора тектонски остатак древног океана Тетис. Сада је познато да се ради о структурно млађем базену, званом Неотетис, који је првобитно формиран путем конвергенције Афричке и Евроазијске плоче током касног тријаса и ране јуре. Због тога што је ово водено тело скоро потпуно окружено копном и што се налази у подручју нормално суве климе, Медитеран је подложан интензивном испаравању и преципитацији евапората. Месинска криза салинитета је започела пре око шест милиона година кад је Средоземно море постало затворено копном, и затим се есенцијално исушило. Постоје депозити соли акумулирани на дну базена чија количина премашује милион кубних километара — на неким местима су више од три километра дебели.
Научници процењују да је море било задњи пут попуњено пре око 5,3 милиона година за мање од две године током Занклијанске поплаве. Вода се улила из Атлантског океана кроз новоотворени пролаз који се сада зове Гибралтарски мореуз са процењеном брзином од око три реда величне (хиљаду пута) већом од садашњег протока реке Амазон.
Средоземно море има просечну дубину од 1500 m и најдубља тачка је 5267 m испод површине у Калипсо понору у Јонском мору. Обала је дуга око 46000 km. Плитки подморски гребен (Сицилијански прелаз) између острва Сицилија и обале Туниса дели море у два подрегиона: Западни Медитеран, са површином од око 850 хиљада km² (330 хиљада mi2); и Источни Медитеран, са око 1,65 милиона km² (640 хиљада mi2). Карактеристика обалског Медитерана су подморска врела или вруље, у којима долази до испуштања подземне воде под притиском у обалску морску воду испод површине; испуштена вода је обично свежа, а понекад и топла.

### Тектоника и анализа палео окружења
Медитерански базен и морски систем је успостављен сударом древног Афричко-Арабијског континента и Евразије. Како се Афричко-Арабијска плоча кретала ка северу, она зе затворила древни океан Тетис који је раније раздвајао два суперконтинента Лауразију и Гондвану. Средином периода јуре знатно мањи морски базен, звани Неотетис, је формиран непосредно пре него што је океан Тетис био затворен са његовог западног (Арабијског) краја. Широка линија колизије је произвела веома дуг систем планина од Пиринеја у Шпанији до Загрос планина у Ирану у једној епизоди тектонског формирања планина познатог као Алпска орогенеза. Неотетис се повећао током епизода колизија (и повезаних преклапања и субдукција) које су одвиле током епоха олигоцена и миоцена (пре 34 до 5,33 милиона година); погледајте анимацију: Афричко-Арабијска колизија са Евроазијом. Сходно томе се медитерански базен састоји од неколико субдукцијом растегнутих тектонских плоча које су основа источног дела Средоземног мора. Разне зоне потањања садрже величанствене и веома дубоке океанске гребене, источно од Јонског мора и јужно од Егејског мора. Централно индијски гребен се налази источно од Средоземног мора, на југоистоку између Африке и Арабијског полуострва у Индијском океану. Као што човеком изазвани геополитички претреси и хаос обележавају историју обала мноштва различитих медитеранских нација током читавог курса древне, модерне, садашње and будуће историје, тако и статус тектонских плоча нација дуж граница медитеранског региона има аналогне геолошке проблеме и судбину.

#### Месијанска криза сланости
Током периода мезозоика и кенозоика, док је северозападни угао Африке конвергирао на Иберији, дошло је до подизања планинских масива дуж јужне Иберије и северозападне Африке. Тамо је развој интрапланинских базена Бетик и Риф довео до стварања две приближно паралелне морске капије између Атлантског океана и Средоземног мора. Синхронизованим дејством на Бетичком и Рафијанском коридору, дошло је до прогресивног затварања мора током средина и краја миоцена; можда и неколико пута. Током ере касног миоцена затварање Бетичког коридора узроковало је такозвану Месијанску кризу сланости, кад је Средоземно море било скоро потпуно исушено. Време почетка кризе се процењује да је било пре 5,96 милиона година, а криза је трајала неких 630.000 година до пре око 5,3 милиона година; погледајте анимацију: Месијанска криза сланости.
Након иницијалног повлачења и поновне поплаве следило је неколико епизода — укупни број је предмет дебата — исушивања и поплава током Месијанске кризе. Ово стање је окончано кад је Атлантски океан последњи пут поплавио базен, креирајући Гибралтарски мореуз и узрокујући Занклијанску поплаву — на крају миоцена (пре 5,33 милиона година). Резултати неких истраживања сугеришу да су циклуси исушивања и поплава поновили више пута, чиме се могу објаснити велике наслаге соли на дну мора. Недавне студије, међутим, показују да су вишеструка исушивања и плављења мало вероватна са геодинамичке тачке гледања.